# Acesandro
Acesandro (in greco antico: Ἀκέσανδρος?, Akésandros; Cirene?, III secolo a.C. – ...) è stato uno storico greco antico.

## Biografia
Per via congetturale, si può supporre che sia vissuto nel III o, al più tardi, nel II secolo a.C. Nessun'altra notizia sulla sua vita è stata tramandata.

## Storia di Cirene
Acesandro fu autore di una Storia di Cirene citata, probabilmente per via indiretta, negli scolii a Pindaro e ad Apollonio Rodio ed in una notizia di Plutarco, che parla di una sua Storia della Libia (περὶ Ἀιβύης) non nota al grande pubblico, probabilmente riferendosi sempre alla Storia di Cirene.
Un riferimento dello scoliaste di Apollonio Rodio, che cita il primo libro dell'opera di Acesandro (Ἀκέσανδρος ἐν πρώτῳ περὶ Κυρήνης), induce a supporre che la sua Storia fosse divisa in più libri, ma la scarsità delle informazioni relative e dei frammenti pervenutici rende tuttavia impossibile una ricostruzione anche solo ipotetica del contenuto e dell'impostazione della sua opera storica.